# NGC 344
NGC 344 (również PGC 198261) – galaktyka spiralna (S), znajdująca się w gwiazdozbiorze Wieloryba. Odkrył ją Frank Muller w 1886 roku, jednak identyfikacja tej galaktyki nie jest pewna ze względu na niedokładność podanej przez niego pozycji. Na przykład w bazie SIMBAD pod nazwą NGC 344 znajduje się inna galaktyka – LEDA 3674 (PGC 3674). Tuż obok NGC 344 widoczna jest galaktyka PGC 133741, stanowiąca najprawdopodobniej obiekt NGC 343; galaktyki te oddziałują ze sobą grawitacyjnie.